# Abckiria

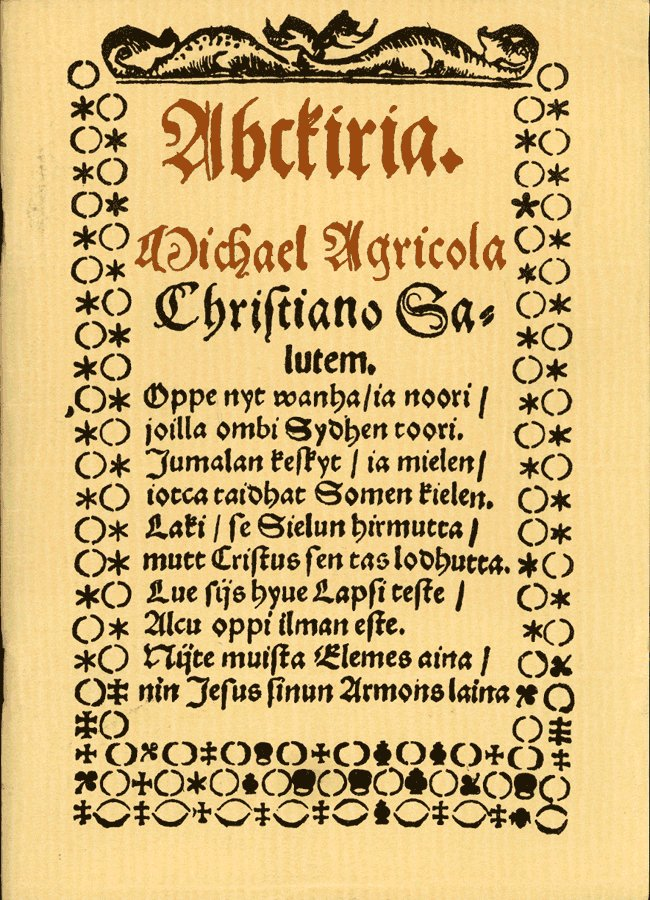
La primera página del Abckiria.

Abckiria  (El libro del ABC) es el primer libro publicado en idioma finés. Fue escrito por un religioso llamado Mikael Agricola, y su primera edición data de 1543. Agricola escribió el libro mientras trabajaba en una primera traducción al finés del Nuevo Testamento, publicada en 1548 bajo el título de "Se Wsi Testamenti".
El "Abckiria" era un método de enseñanza de la lectura y escritura. Contiene el alfabeto, ejercicios de pronunciación, y un catecismo (incluyendo los Diez mandamientos y la oración del Padrenuestro). La primera edición contaba con 16 páginas. La segunda, realizada en 1551, tenía 24 páginas.
Actualmente, el fragmento más popular de la obra es el poema inicial:
Oppe nyt wanha / ia noori /
joilla ombi Sydhen toori.
Jumalan keskyt / ia mielen /
iotca taidhat Somen kielen.
("Aprende ahora, anciano y joven, que tenéis tierno el corazón, los Mandamientos y entendimiento de Dios, así conoceréis la lengua finesa.")